# 多齿钝齿冬青
多齿钝齿冬青（学名：Ilex crenata f. multicrenata）为冬青科冬青属钝齿冬青下的一个变型。

## 扩展阅读
- 維基物種上的相關：多齿钝齿冬青